# 罗州 (西魏)
罗州，中国南北朝时设置的州。
西魏废帝元年（552年）设置罗州，治所在上庸县（今湖北竹山县西）。北周时罗州下辖上庸郡，上庸郡下辖上庸县、竹山县、孔阳县。辖境相当今湖北省房县、竹山县等地。隋文帝开皇十八年（598年）改罗州为房州。